# متحف بلقرن التراثي
متحف بلقرن التراثي؛ أحد متاحف منطقة عسير جنوب المملكة العربية السعودية، يقع المتحف في بلقرن، أسسه عبد الرحمن بن محمد القرني.

## أجزاء المتحف
المتحف عبارة عن مبنى قديم تراثي مبني من الحجر ويتكون من حوش به أربعة غرف مستقلة وهو عبارة عن مبنى دور واحد، وقد احتوى متحف بلقرن التراثي على عدة مجموعات تراثيه من أبرزها مجموعة من الأسلحة القتالية كالبنادق والسيوف، ومجموعة أدوات القهوة والضيافة العربية كالأواني والدلال، ومجموعة الأدوات الزراعية والمحاريث، ومجموعة للعملات المعدنية والورقية، ومجموعة للصور والوثائق القديمة، ومجموعة من الأجهزة الكهربائية القديمة مثل الرادو وآلات الباكم.